# 김명원 (축구 선수)
김명원(金明元, 1983년 7월 15일~)은 조선민주주의인민공화국의 축구 선수이며, 포지션은 스트라이커이다.

## 국가대표팀 경력
2010년 FIFA 월드컵 최종 엔트리에서는 골키퍼로 등록되었다. 조선민주주의인민공화국의 당시 감독 김정훈은 공격을 강화하기 위해 골키퍼 한 자리에 본래 공격수인 김명원을 등록했다. 그러나 FIFA 규정에 의해 그는 골키퍼로만 경기에 나올 수 있었고, 결국 본선 경기에 출장하지 못했다.